# Karabo Mathang-Tshabuse
Karabo Mathang-Tshabuse (nascida em 1987/88) é uma advogada e agente de futebol. Em 2009, ela se tornou a primeira agente de futebol sul-africana credenciada pela FIFA. Em 2007, foi fundadora da empresa de gestão esportiva Pmanagement.

## Vida pregressa e educação
Karabo Mathang-Tshabuse nasceu em Orlando East, em Soweto, na África do Sul. Seu pai trabalha no desenvolvimento econômico da cidade de Joanesburgo, maior cidade do país. Enquanto crescia, Karabo morou a três casas de distância de Jomo Sono, ex-jogador e treinador de futebol sul-africano, um dos mais célebres em seu país.
Ela assistiu a sua primeira partida de futebol aos 5 anos de idade, e frequentemente assistia a partidas de futebol com seu agora marido Josy e com Nonhlanhla Nkosi, que mais tarde se tornou gerente de marketing do Clube de Futebol Kaizer Chiefs. Já no ensino médio, ela decidiu desistir de jogar futebol.
Karabo Mathang-Tshabuse é bacharel em Mídia e Relações Internacionais pela Universidade de Witwatersrand (Wits), localizada em Joanesburgo, onde, em 2014, ela começou o curso de Direito. Atualmente, ela é advogada no Supremo Tribunal da África do Sul.

## Carreira
Em 2007, Karabo Mathang abriu sua empresa de gestão esportiva Pmanagement com seu agora marido Josy e com Nonhlanhla Nkosi, gerente de marketing do Clube de Futebol Kaizer Chiefs. A empresa foi criada para buscar jogadores de futebol amadores que tivessem talento para jogar profissionalmente. Sua empresa observou jogadores como Amanda Dlamini, Tendai Ndoro e Ronald Kampamba. Nonhlanhla Nkosi deixou a Pmanagement em 2012.
Ao se candidatar para ser agente de futebol profissional, ela teve que pagar 1 milhão de Randsde seguro de responsabilidade civil à Associação Sul-Africana de Futebol (SAFA), usando dinheiro que sua empresa havia arrecadado. Em 2009, aos 21 anos, Karabo Mathang tornou-se a primeira agente de futebol da África do Sul a ser credenciada pela FIFA e pela SAFA. Ela já havia sido reprovada duas vezes no exame de agente de futebol.
Em 2015, Karabo criou a Associação de Agentes Credenciados, para tentar resolver o problema dos agentes de futebol não licenciados no futebol sul-africano. Como agente de futebol, ela representou Justin Shonga, e também trabalhou com Thembinkosi Lorch.

## Controvérsia
Karabo Mathang-Tshabuse esteve envolvida em um processo judicial sobre deduções de pontos que determinaram o resultado da Primeira Divisão Nacional de 2020–21. Ela era a advogada do Sekhukhune United, que conquistou três pontos e, como resultado, venceu a liga.

## Prêmios e reconhecimentos
- 2013 - Jovens Sul-Africanos, do Mail&Guardian.[11]
- 2015 - 100 mulheres mais inspiradoras do mundo, da BBC.[2][4]
- 2016 - Prêmio Glamour Mulheres do Ano - Categoria Negócios.[12]

## Vida pessoal
Karabo Mathang-Tshabuse é casada com Josy Tshabuse, com quem tem dois filhos.